# Барон О’Нил

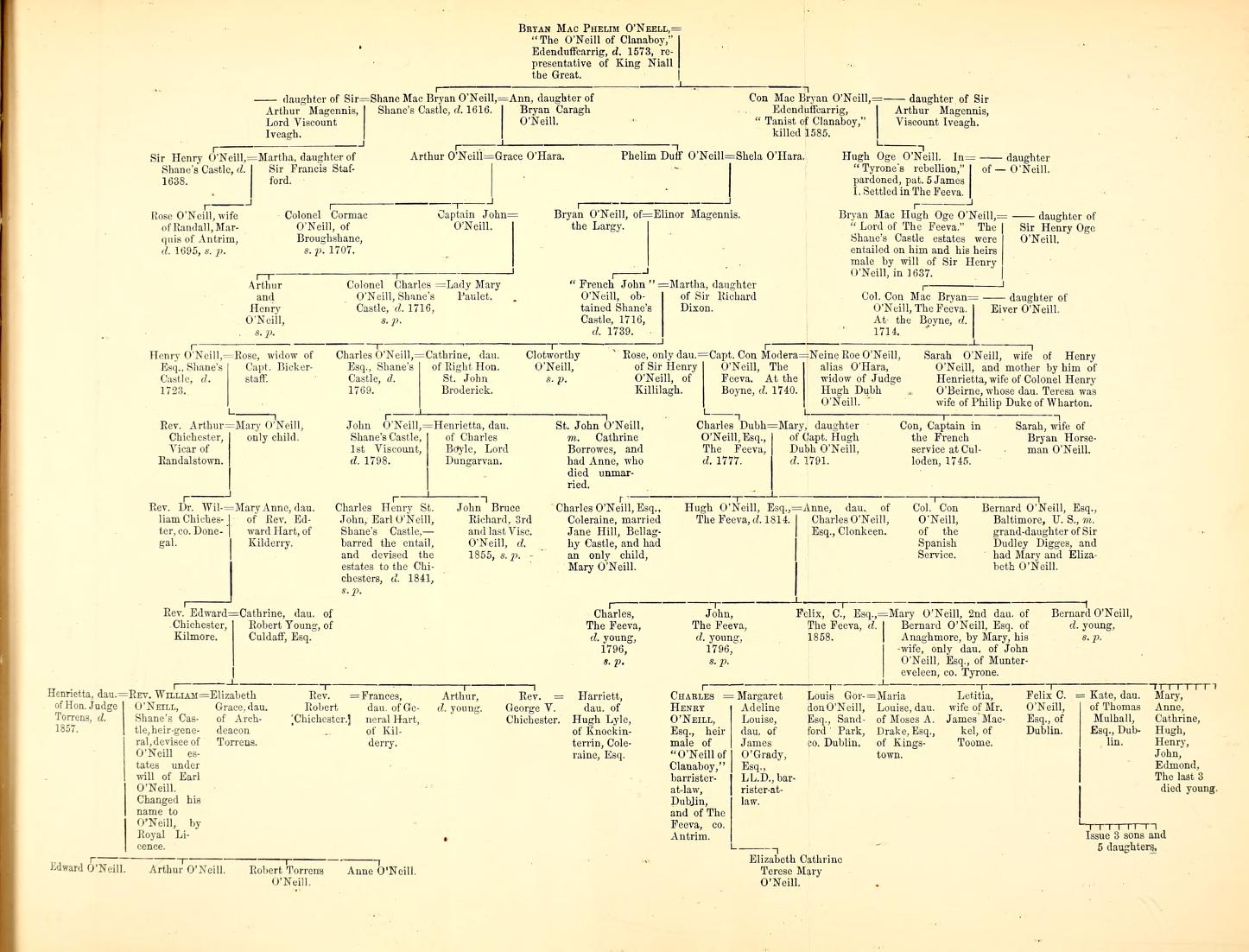
Родословная семьи O’Нилл Конрой

Барон О’Нил из замка Шейн в графстве Антрим — наследственный титул в системе Пэрства Соединённого королевства. Он был создан 18 апреля 1868 года для композитора преподобного Уильяма О’Нила (1813—1883). Родился как Уильям Чичестер, в 1855 году после смерти его четвероюродного деда Джона Брюса Ричарда О’Нила, 3-го виконта О’Нила (1780—1855), он получил королевское разрешение на фамилию «О’Нил» вместо «Чичестер» и унаследовал имения своего покойного кузена. Уильям Чичестер происходил от О’Нил через Мэри Чичестер, дочь Генри О’Нила из Шейн Касл. Лорд О’Нил был потомком полковника Джона Чичестера (ум. 1647), младшего брата Артура Чичестера, 2-го графа Донегола (ум. 1678). Джон и Артур Чичестеры были племянниками Артура Чичестера, 1-го графа Донегола (1606—1675), и внуками Эдварда Чичестера, 1-го виконта Чичестера (1568—1648).
Преемником лорда О’Нила стал его старший сын, Эдвард О’Нил, 2-й барон О’Нил (1839—1928). Он представлял от консервативной партии графство Антрим в Палате общин Великобритании (1863—1880).
Его старший сын и наследник, достопочтенный Артур О’Нил (1876—1914), также консервативный политик, заседал в Палате общин от Среднего Антрима (1910—1914). Он погиб в бою в начале Первой мировой войны. Поэтому 2-му барону наследовал его внук, Шейн О’Нил, 3-й барон О’Нил (1907—1944), сын достопочтенного Артура О’Нила. Он погиб в бою в Италии во время Второй мировой войны. По состоянию на 2014 год носителем титула являлся его сын, Раймонд Артур О’Нил, 4-й барон О’Нил (род. 1933), сменивший отца в 1944 году. Он служил лордом-лейтенантом Антрима (1994—2008).
Два других члена семьи О’Нил также носят пэрское звание. Хью О’Нил, 1-й барон Реткевен (1883—1982), был младшим сыном второго барона О’Нила. Теренс О’Нил, барон О’Нил из Мэна (1914—1990), премьер-министр Северной Ирландии (1963—1969) и лидер Юнионистской партии Ольстера (1963—1969), младший брат 3-го барона О’Нила.
Семейная резиденция — Замок Шейна в окрестностях Рандалстауна в графстве Антрим.

## Бароны О’Нил (1868)
- 1868—1883: преподобный Уильям О’Нил, 1-й барон О’Нил[англ.] (4 марта 1813 — 18 апреля 1883), старший сын преподобного Эдварда Чичестера (ум. 1840)[1]
- 1883—1928: Эдвард О’Нил, 2-й барон О’Нил[англ.] (31 декабря 1839 — 19 ноября 1928), старший сын предыдущего[2]
- 1928—1944: Шейн Эдвард Роберт О’Нил, 3-й барон О’Нил[англ.] (6 февраля 1907 — 24 октября 1944), старший сын достопочтенного Артура Эдварда Брюса О’Нила (1876—1914), второго сына Эдварда О’Нила, 2-го барона О’Нила[3]
- 1944 — н. в.: подполковник Раймонд Артур О’Нил, 4-й барон О’Нил (род. 1 сентября 1933), единственный сын предыдущего[4]
  - Наследник титула: достопочтенный Шейн Себастьян Кланабой О’Нил (род. 25 июля 1965), старший сын предыдущего[5]
    - Наследник наследника: Кон О’Нил (род. 20 ноября 2000), старший сын предыдущего[6].